# Protoliet
Een protoliet is een begrip uit de geologie en petrologie, dat bij het bestuderen van metamorf gesteente wordt gebruikt. De protoliet is de veronderstelde lithologie van het gesteente voordat er metamorfose of rekristallisatie heeft plaatsgevonden. Protolieten kunnen, afhankelijk van het gesteente, bijna alle soorten lithologieën hebben.

## Voorbeelden
- Bij een kwartsiet, een metamorf gesteente met een hoog gehalte aan kwarts, kan bijvoorbeeld worden verondersteld dat de protoliet een schone zandsteen is geweest.
- Pelieten hebben als protolieten meer kleiige sedimenten.
- Marmer heeft als protoliet meestal een sedimentaire kalksteen.
- De protoliet van een gneis dat een veldspaat en een kwarts is, van een kwartsoveldspatische gneiss, kan zowel een graniet zijn, het is dan een magmatische protoliet, als een zandig sediment. Het is dan een sedimentaire protoliet.